# Djamaa el Djazaïr
La Gran Mezquita de Argel (en francés: Grande mosquée d'Alger), también conocida como Djamaa el Djazaïr (en árabe: جامع الجزائر‎), es una mezquita en Argel, Argelia. Alberga el minarete más alto del mundo y es la tercera mezquita más grande del mundo después de la Gran Mezquita de La Meca (Másyid al-Haram) y Mezquita del Profeta (Al-Masjid an-Nabawi) de Medina en Arabia Saudita.

## Historia
La construcción de la mezquita comenzó en agosto de 2012 después de que la China State Construction Engineering Corporation se adjudicara el contrato del gobierno argelino, por mil millones de euros. El diseño fue realizado por los arquitectos alemanes KSP Juergen Engel Architekten y los ingenieros Krebs und Kiefer International. La mezquita enfrentó retrasos en la construcción debido a preocupaciones presupuestarias debido a la caída de los precios del petróleo. Alrededor de 2.300 trabajadores de China, Argelia y otros países africanos fueron desplegados para trabajar en el proyecto. La construcción de la mezquita fue vista por muchos como un símbolo del largo mandato del presidente Abdelaziz Bouteflika.

## Arquitectura
La mezquita se encuentra en un sitio que cubre 400,000 m² con vistas al mar Mediterráneo. La sala de oración tiene una capacidad de 37 000 fieles, mientras que la estructura que incluye el complejo puede albergar hasta 120 000 fieles y tiene espacio de estacionamiento para 7000 automóviles. El complejo también alberga una escuela coránica, un parque, una biblioteca, área de alojamiento para el personal, una estación de bomberos, un museo de arte islámico y un centro de investigación sobre la historia de Argelia.
La mezquita también tiene un minarete de 265 m de altura, lo que lo convierte en el edificio más alto de África. También alberga una plataforma de observación sobre el minarete, que tiene 37 pisos. La mezquita está diseñada para resistir un terremoto de magnitud 9.0 y la estructura ha sido especialmente procesada para resistir la corrosión. La sala de oración principal tiene 618 columnas octogonales que sirven como pilares de soporte y 6 km de escritura caligráfica grabada con un sistema láser. La cúpula de la sala de oración tiene un diámetro de 50 m y se eleva a una altura de 70 m.